# Televizní noviny
Televizní noviny (TN) – główny program informacyjny Československé televize, nadawany w I i II kanale w czasach Czechosłowacji w latach 1956–1990. W latach komunizmu był głównym ośrodkiem propagandy władz czechosłowackich, mogącym oddziaływać na całe społeczeństwo. Odpowiednik polskiego Dziennika Telewizyjnego.

## Historia
Pierwsze wydanie Televizních novin miało miejsce 1 października 1956 roku. Od samego początku program nadawany był o godzinie 19:30, w latach 60. XX wieku dodano jeszcze późniejsze wydanie wieczorne. Televizní noviny szybko stały się potężnym narzędziem ideologicznym rządzącej Komunistycznej Partii Czechosłowacji, a treść wiadomości poddawana była silnej cenzurze. Sposób i kolejność przedstawionych wydarzeń miała duży wpływ na obraz socjalistycznej władzy. 
W okresie praskiej wiosny (5 stycznia 1968 – 21 sierpnia 1968) Televizní noviny prezentowały tylko stronę rządową. Telewizja informowała, że w najbliższych dniach możliwe jest gwałtowne wejście obcych wojsk, co miało oddziaływać na wyobraźnię Czechów i Słowaków. Podobnie było również w okresie zmian politycznych w 1989 r. (tzw. aksamitna rewolucja). Ludność Czechosłowacji nie miała innego wyboru, aby uzyskać informacje na temat rzeczywistych przełomowych wydarzeń w Pradze.
22 listopada 1989 roku w obliczu strajku w Československá televize przeciwko cenzurze politycznej, kierownictwo telewizji godzi się na złagodzenie cenzury w kwestii relacji protestów studenckich w Pradze w formie na żywo. Pojawia się zagrożenie interwencji siłowej w redakcji Televizních novin, które przygotowywały relację z tego gorącego okresu, jednakże kierownictwo Czechosłowackiej Partii Komunistycznej nie wyraziło zgody na żadne rozwiązania o charakterze militarnym. 30 listopada 1989 roku ogłoszono, że Televizní noviny przestają być ideologicznym narzędziem jednej partii i stają się całkowicie niezależnym serwisem informacyjnym.
W maju 1990 roku nastąpiły zmiany programowe w Československé televize, w wyniku których postanowiono zmienić nazwę Televizni Noviny na Deník ČST. Od 1 stycznia 1993 roku pod nazwą Události w České televize.